# Исембард Тук
Исембард е герой от измисления свят, Средната земя, на Толкин.

## Описание
Той е седмото дете на тана на Графството Геронтиус Тук. Въпреки че не наследил танството, Исембард продължил линията на Туковци чак до Войната за пръстена. Много от неговите потомци присъствали на Празненството на Билбо, като там бил и внукът му Аделард и неговите пет деца.